# کن چانگ
کن چانگ (انگلیسی: Ken Chang؛ زادهٔ ۸ مهٔ ۱۹۷۵) بازیگر تایوانی‌الاصل است که از سن ۳ سالگی در کشور برزیل بزرگ شده‌است.
از فیلم‌ها یا مجموعه‌های تلویزیونی که وی در آن‌ها نقش داشته‌است می‌توان به جاسوس تصادفی اشاره نمود.